# ディオゴ・メンデス
ディオゴ・アレシャンドレ・アルメイダ・メンデス（Diogo Alexandre Almeida Mendes 、1998年1月24日 - ）は、ポルトガル・ファロ出身のプロサッカー選手。CSマリティモ所属。ポジションは、ミッドフィールダー。

## タイトル
ベンフィカ
- UEFAユースリーグ 準優勝: 2016-17